# Ahi Evren

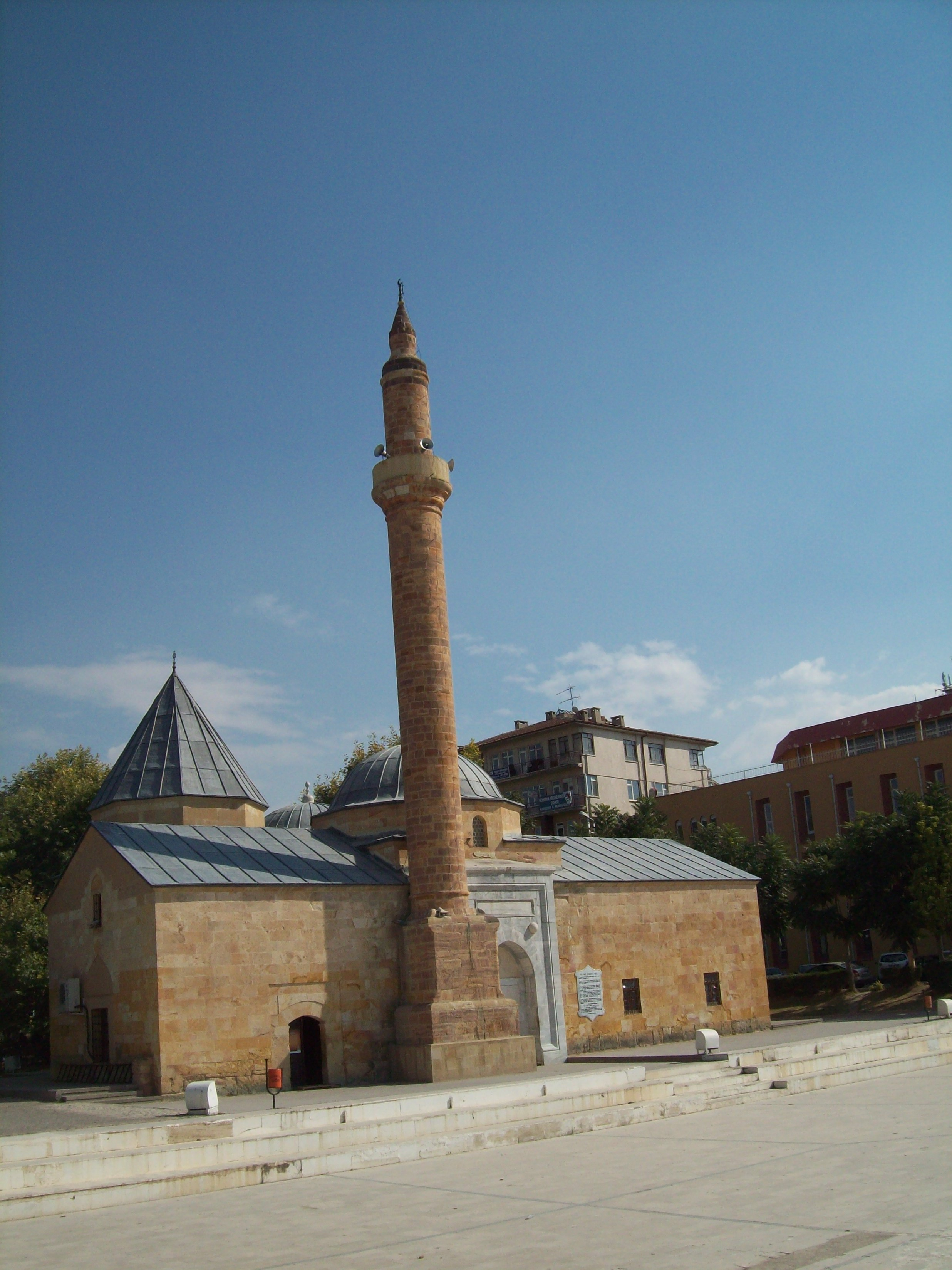
La, édifiée au XVIe siècle.

Ahi Evren (1169-1261), de son vrai nom Cheikh Nasr Eddin Abou al-Hakayik Mahmoud ibn Ahmed al-Hoyi mais aussi connu sous le nom populaire de Pir Ahi Evren-ı Veli, est un prédicateur (da'i) Bektachi venu prêcher à Trabzon, durant la période de l'empire de Trébizonde. Sa tombe à Boztepe (en) près de Trabzon est considérée comme sacrée et est visitée par de nombreuses personnes. Il est né à Khoy (dans l'actuel Iran), en décembre 1169. Il grandit en Azerbaïdjan, avant de déménager à Kayseri, en Turquie et d'y fonder la guilde Ahi. Il est tué par une horde mongole à Kırşehir le 1er avril 1261. La tombe de Boztepe pourrait en réalité appartenir à quelqu'un d'autre, comme un chef de clan ou un métropolite grec qui se seraient convertis à l'islam.
Selon Şakir Şevket, en 1863, le prédicateur musulman Cheikh Hadji Hakki Efendi eut l'idée de construire une place près de la tombe d'Ahi Evren. Lorsqu'il mourut dans les années 1890, il fut enterré près de cette place et le gouvernement y construisit une tombe et une mosquée.
Une nouvelle espèce d’insecte découverte en Turquie par un professeur assistant à l’Université Ahi Evren (en) fut nommée Evrani en son honneur.

## Référence
1. ↑  (en) « New insect species registered in Turkey », sur DailySabah.com, 17 août 2015 (consulté le 18 mai 2020).